# La Peregrina
La Peregrina is een beroemde en zeer grote parel. La Peregrina werd vijf eeuwen geleden voor de kust van Panama gevonden.
De Spaanse naam van de parel, "la Peregrina", niet te verwarren met een andere beroemde parel "La Pelegrina" betekent "de pelgrim" of "de zwerver". Tot een onderhoudsbeurt in 1913 woog de parel 223.8 grein oftewel 11.2 gram. Het polijsten en boren reduceerde het gewicht tot 203.84 grein. La Peregrina is niet langer de grootste, maar wel een van de meest volmaakt gevormde druppelvormige parels.
De parel ging van hand tot hand binnen de Europese koninklijke families. Er zijn afbeeldingen van de Engelse koningin Mary I Tudor, de Spaanse koninginnen Margaretha en Elisabeth bekend. Verdi noemde de derde acte van zijn opera Don Carlos, waarin Elizabeth van Valois een tragische rol speelt, naar de parel.
Samen met de Spaanse kroonjuwelen viel de parel in handen van Joseph Bonaparte, koning van Spanje van 1808 tot 1813. Die liet La Peregrina na aan zijn neef Keizer Napoleon III van Frankrijk die de parel na zijn val en verbanning aan de markies van Abercorn verkocht.
De nazaten van de markies lieten de parel in 1969 bij Sotheby's in Londen veilen voor $37.000. De koper was Richard Burton die La Peregrina aan zijn vrouw Elizabeth Taylor schonk. De parel werd in opdracht van Elizabeth Taylor door Cartier aan een collier van robijnen en diamanten bevestigd. Na de dood van Elizabeth Taylor werd de parel bij Christie's in New York voor $10.5 miljoen dollar geveild. De koper is onbekend.

## Portretten van beroemde dragers

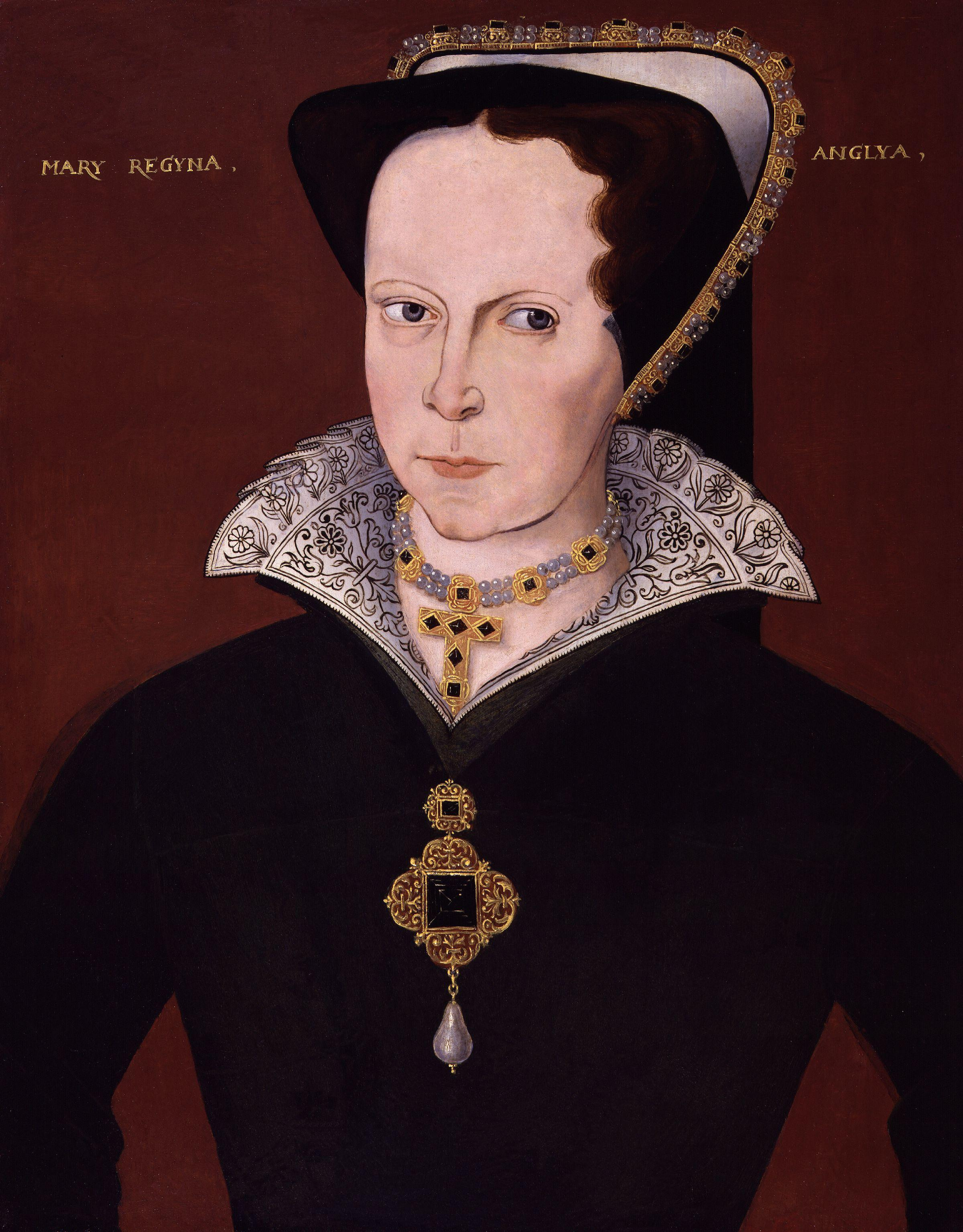
Portret van Mary I met La Peregrina
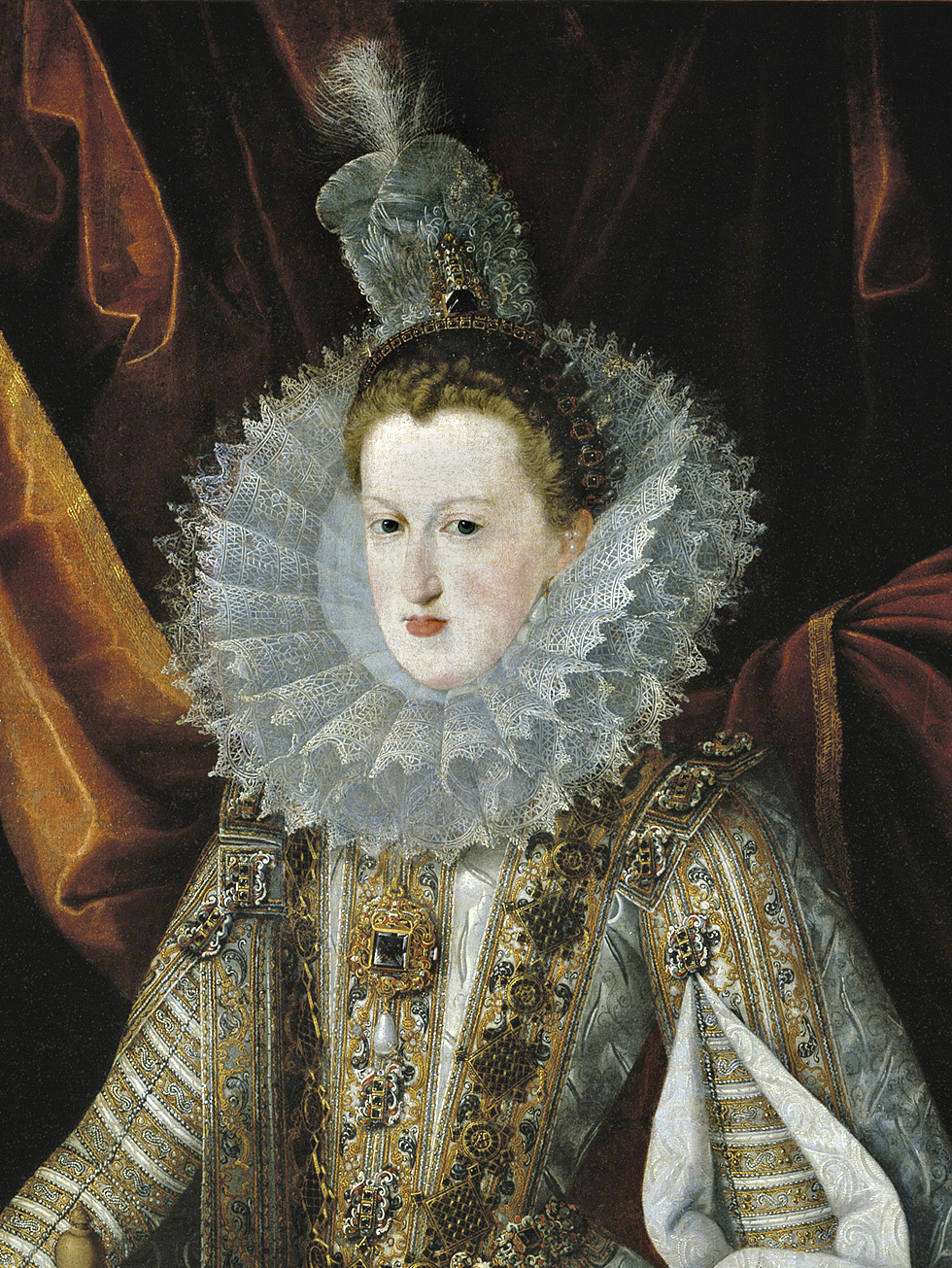
Margaretha van Oostenrijk rond 1606
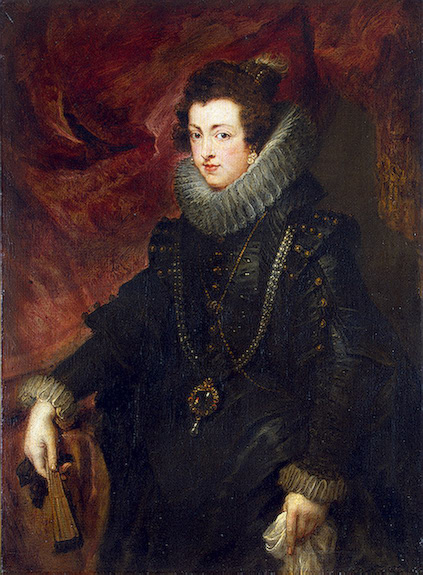
Elisabeth van Frankrijk rond 1625
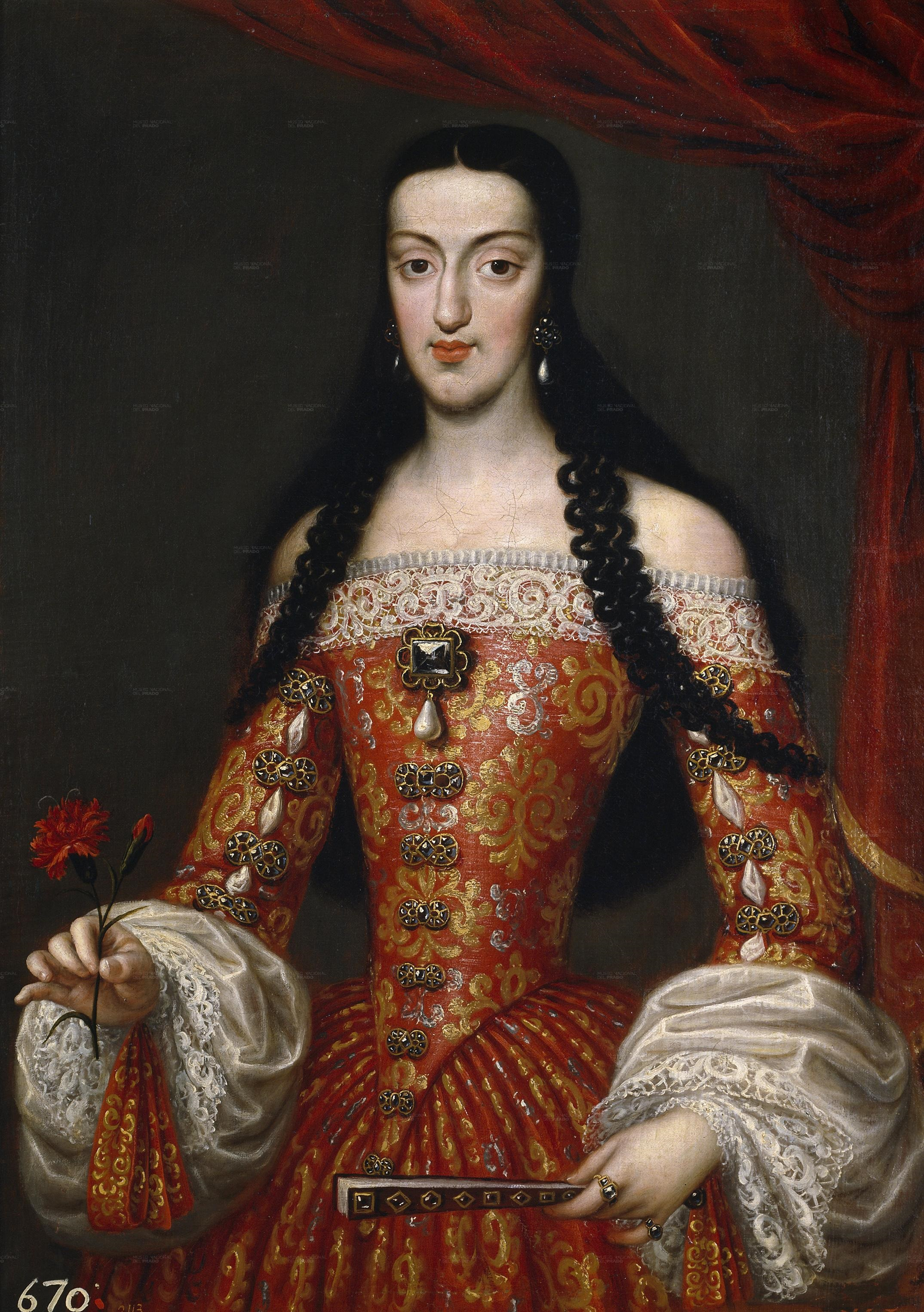
De Spaanse koningin María Luisa met als devant de corsage de Spiegel van Portugal en La Peregrina.

Abernathyparel ·
Parel van Bao Dai · 
La Pelegrina · 
Gogibus ·
Shah Sofi ·
La Peregrina ·
Sara/Tavernier/Shaista Khan · 
Parel van Allah ·
Parel van Karel I ·
Parel van Karel II ·
Jomonparel · 
Greshamparel ·
La Reine des Perles ·
Abernathyparel · 
La Huerfana · 
De Hopeparel · 
Imperial Hong Kong Pearl ·
La Régente ·
Parel van Koeweit ·
Manciniparels · 
Drexelparel ·
De Parel van Azië · 
Arco-Valleyparel · 
Christopher Walling Abaloneparel · 
Survivalparel · 
Oviedoparel ·
Queen/Patersonparel